# Хриб-при-Рожнем Долу
Хриб-при-Рожнем Долу (словен. Hrib pri Rožnem Dolu) — поселення в общині Семич, регіон Південно-Східна Словенія, Словенія.